# Segni (Italië)
Segni is een gemeente in de Italiaanse provincie Rome (regio Latium) en telt 9129 inwoners (31-12-2004). De oppervlakte bedraagt 61,0 km², de bevolkingsdichtheid is 144 inwoners per km².
Segni is bekend van de buskruitfabriek.

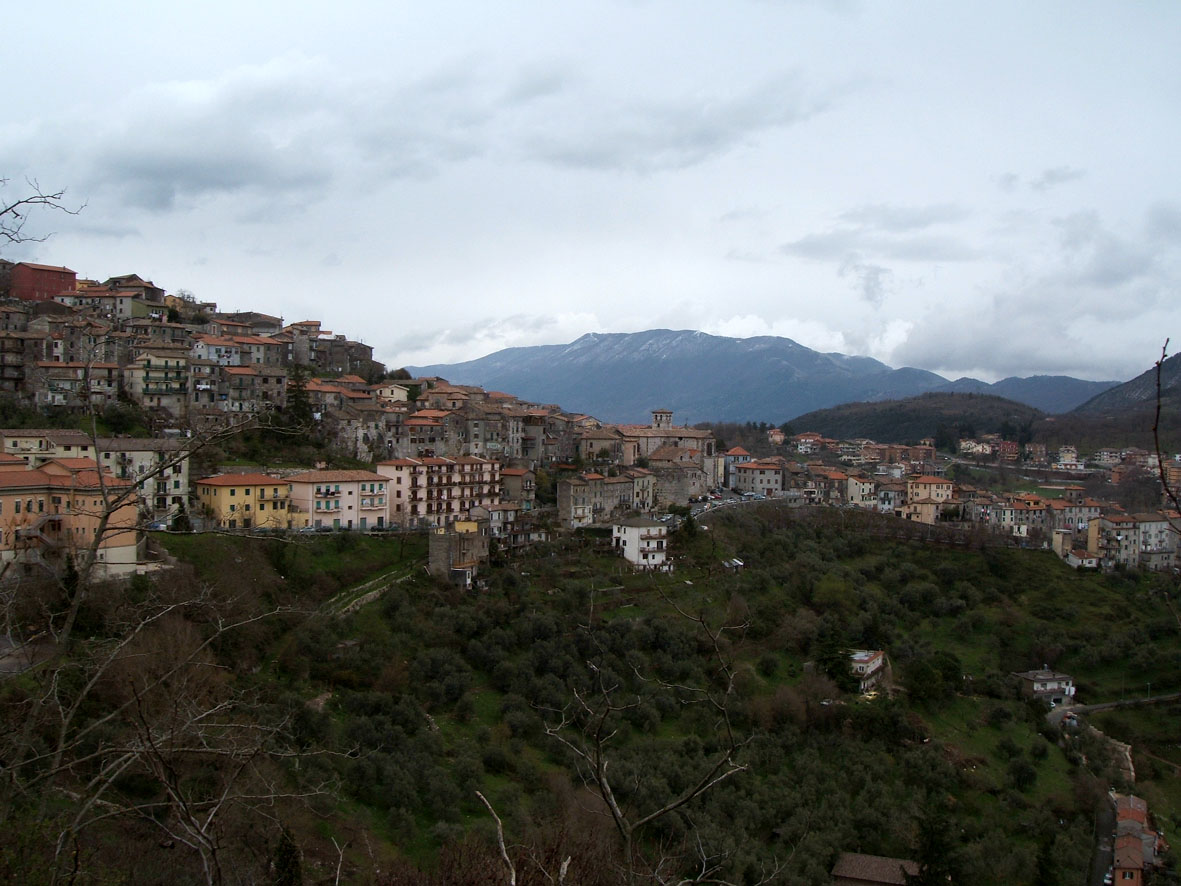
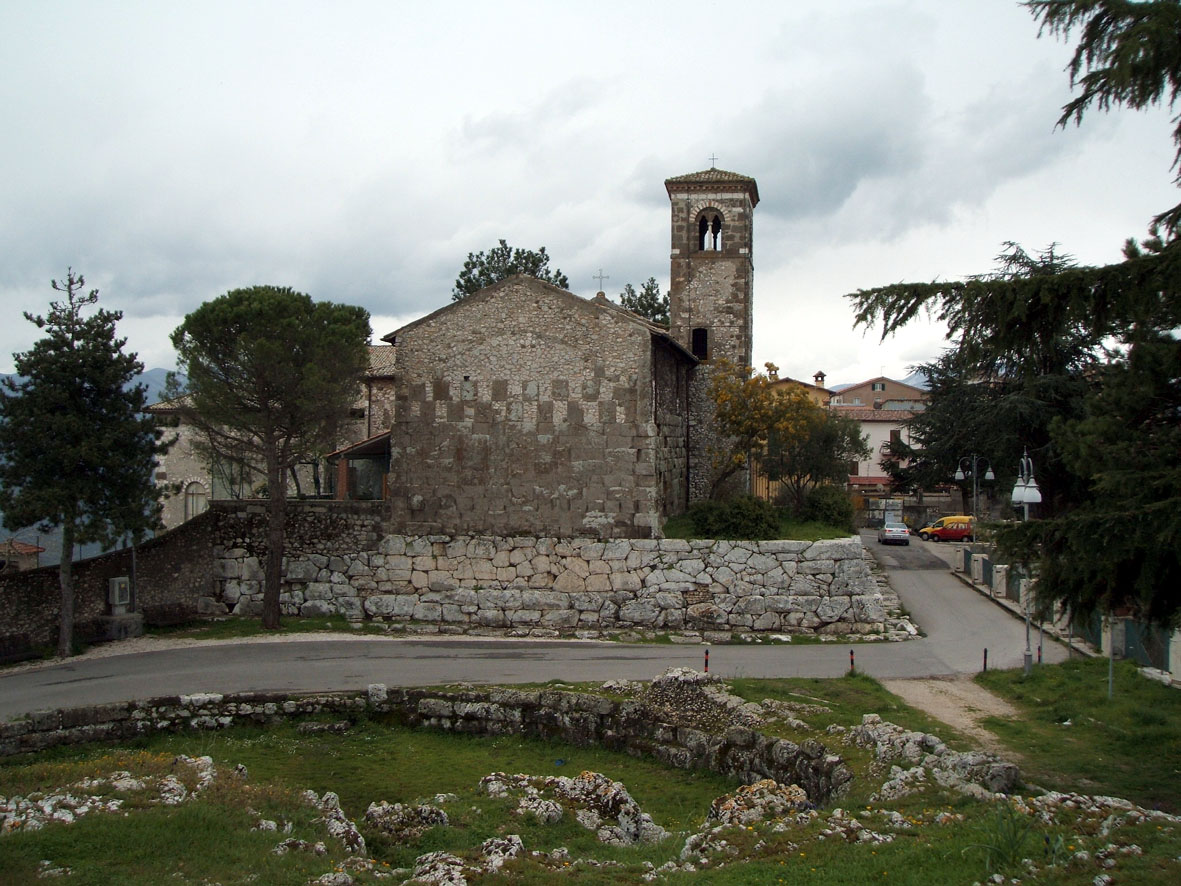

## Demografie
Segni telt ongeveer 3548 huishoudens. Het aantal inwoners steeg in de periode 1991-2001 met 5,7% volgens cijfers uit de tienjaarlijkse volkstellingen van ISTAT.
| Jaar | Inwoneraantal |
| ---- | ------------- |
| 1991 | 8306          |
| 2001 | 8780          |

## Geografie
De gemeente ligt op ongeveer 668 m boven zeeniveau.
Segni grenst aan de volgende gemeenten: Artena, Colleferro, Cori (LT), Gavignano, Montelanico, Paliano (FR), Rocca Massima (LT).

## Geboren
- Angelo Felici (1919-2007), geestelijke en kardinaal
- Vincenzo Fagiolo (1918-2000), geestelijke en kardinaal